# Murray Park
Murray Park jest ośrodkiem treningowym Rangers F.C. położonym w Auchenhowie, Milngavie, na przedmieściach Glasgow.

## Historia
Budowa kompleksu została zaproponowana przez Dicka Advocaata w 1998 r., gdy Holender był menedżerem Rangers. Oficjalne otwarcie nastąpiło 4 lipca 2001 przez Advocaata i właściciela klubu Sir Davida Murraya, po którym obiekt uzyskał nazwę. Całkowity koszt budowy wyniósł około 14 milionów funtów.
Murray Park jest często używany przez wizytujące Szkocję kluby i narodowe reprezentacje. Na przykład reprezentacja Korei Południowej prowadzona przez Advocaata w trakcie przygotowań do Mistrzostw Świata w piłce nożnej w 2006 r. przybyła do Murray Park.

## Usługi
Obszar Murray Park zajmuje ponad 15 hektarów. Jest podzielony na trzy części: skrzydło zarządzania, skrzydło zawodowców dla piłkarzy pierwszego zespołu i skrzydło rozwoju młodzieży. Piłkarze mają własną recepcję, jadalnię, szatnię, magazyn i salę wykładową. Dodatkowo do dyspozycji zawodników jest basen i gabinet lekarski.
Na terenie Murray Park znajduje się sześć pełnowymiarowych boisk piłkarskich, dwa wielkości połowy boiska i jedno mniejsze wykorzystywane do ćwiczeń. Z dwóch dużych i jednego mniejszego korzystają piłkarze pierwszej drużyny; pozostałych używają juniorzy.
System pomiaru wydajności zawodników połączony z komputerem jest wykorzystywany m.in. w trakcie okresu przygotowawczego. Na terenie Murray Park jest także sala z hydromasażem wykorzystywana przy regeneracji piłkarzy.
Do dyspozycji jest także sala telewizyjna, w której dokonuje się analiz gry rywala.